# Proceratium avium
Proceratium avium (лат.) — вид мелких муравьёв (Formicidae) из подсемейства Proceratiinae. Эндемики Маврикия.

## Распространение
Остров Маврикий около Мадагаскара (Mauritius, Le Pouce Mt., 700—800 м).

## Описание
Мелкие муравьи (длина около 4—5 мм), гнездящиеся в почве. Окраска от красноватой до жёлто-коричневой (самцы чёрные). Длина глаз составляет 0,09—0,10 мм. Усики 12-члениковые. Формула щупиков 4,3.

## Систематика
Относится к группе видов Proceratium stictum clade вместе с Proceratium stictum и другими видами.